# Ponte di Storseisundet
Il Ponte di Storeisundet (in norvegese: Storseisundbrua) è un ponte a sbalzo della Norvegia. La caratteristica del ponte, che costituisce l'opera più importante della Strada dell'Atlantico, è quella di compiere sulla sua sommità una stretta curva, che genera un'illusione ottica per cui metà dell'opera risulta nascosta.

## Descrizione
Si tratta di un ponte a sbalzo lungo 260 metri e alto 23 situato al confine delle municipalità norvegesi di Hustadvika e Averøy, nella contea di Møre og Romsdal. Il ponte è attraversato dalla strada dell'Atlantico, una strada panoramica aperta nel 1989 famosa per le forti mareggiate che ne rendono difficoltosa la guida in molti periodi dell'anno.
Il ponte presenta alla sua sommità un'accentuata curvatura che crea un'illusione ottica, nascondendo dietro sè la metà rimanente. Per questo motivo il ponte è scherzosamente soprannominato "ponte degli ubriachi".
Il pedaggio del ponte è stato rimosso dal 1999, quando i costi per la costruzione della strada dell'Atlantico erano stati coperti.

## Nella cultura di massa
Il ponte compare nel film di James Bond del 2021 No Time to Die.

## Galleria d'immagini

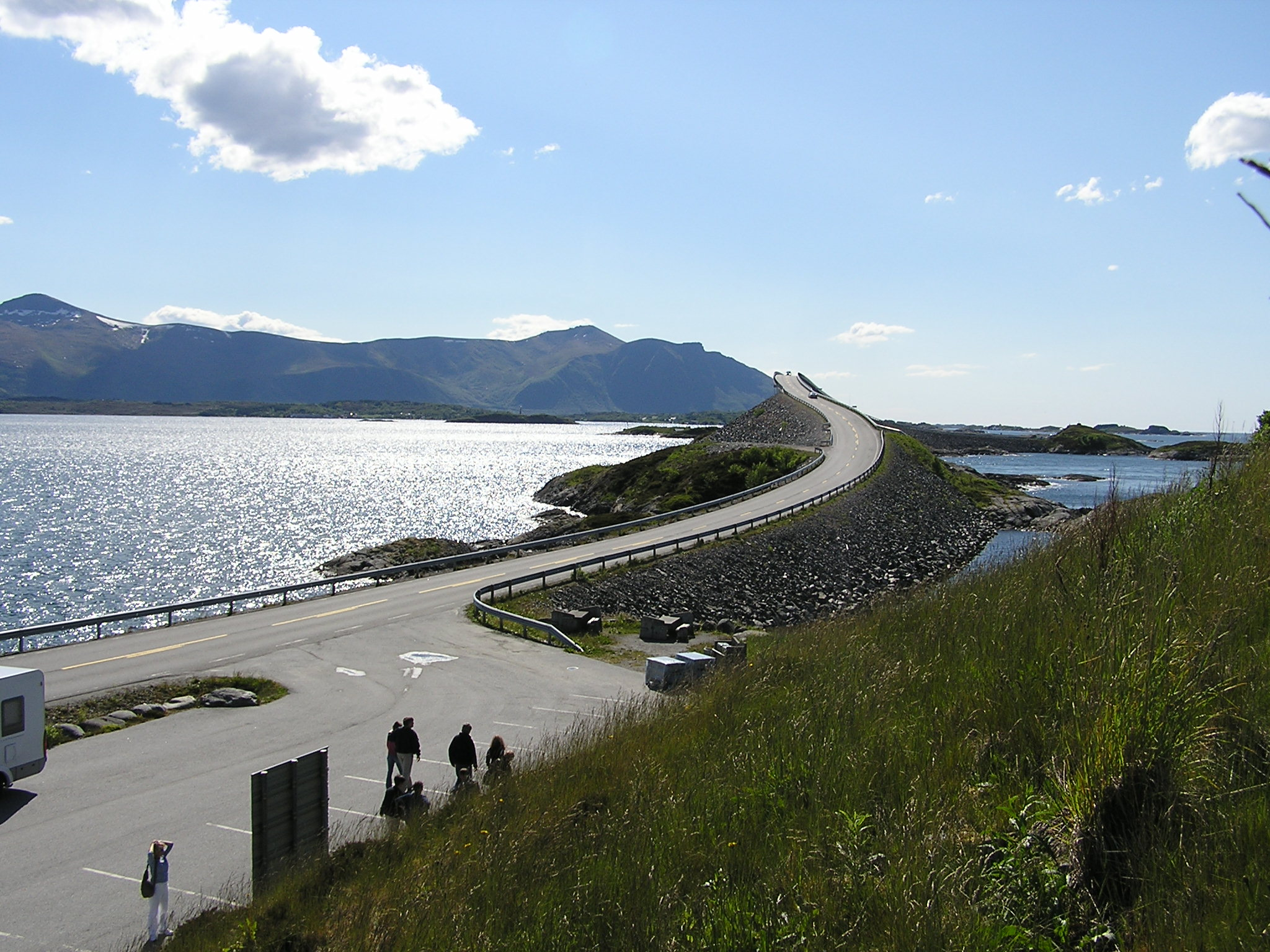
La curvatura del ponte nasconde la metà rimanente
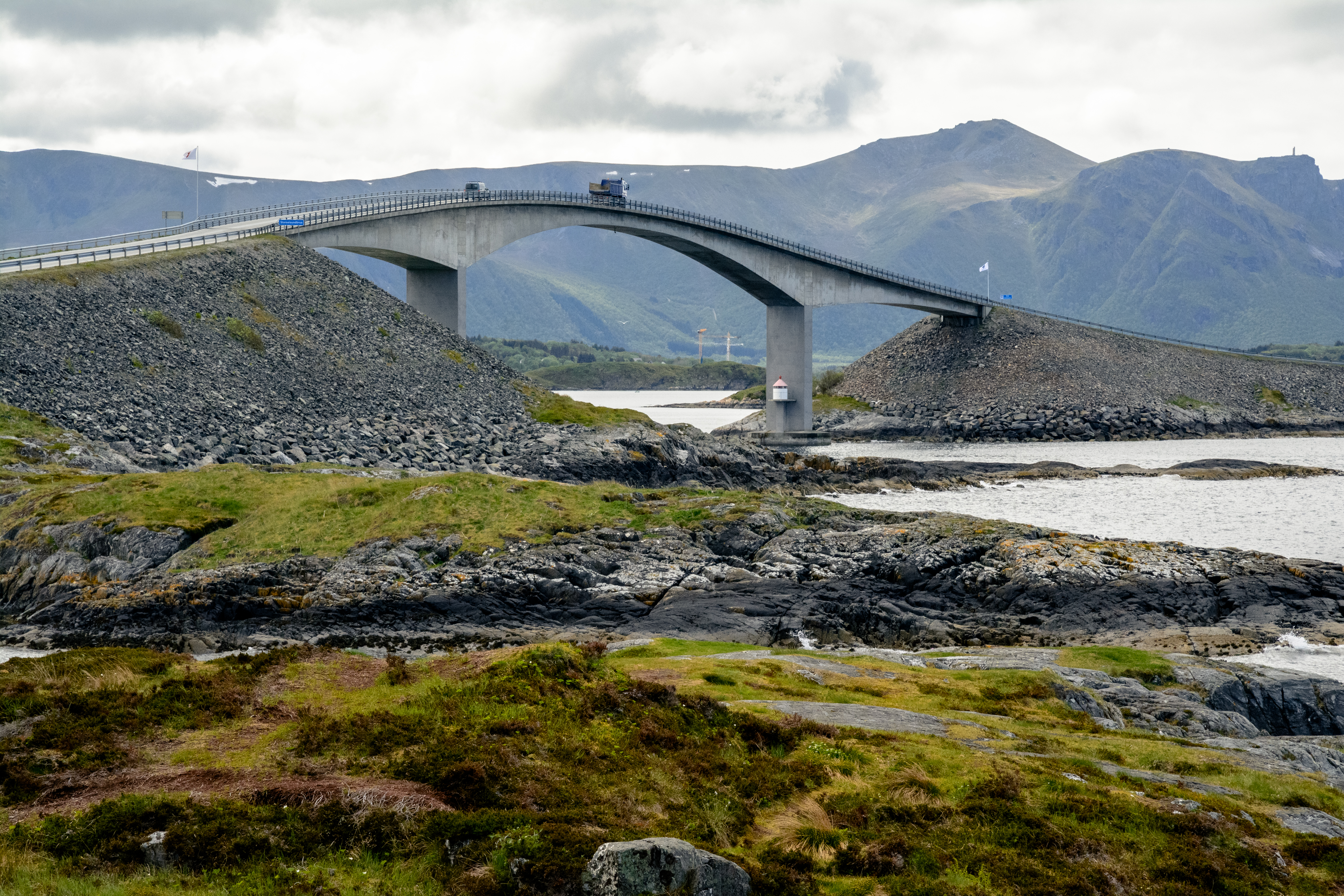
Il ponte è situato in un tratto particolarmente isolato della strada dell'Atlantico
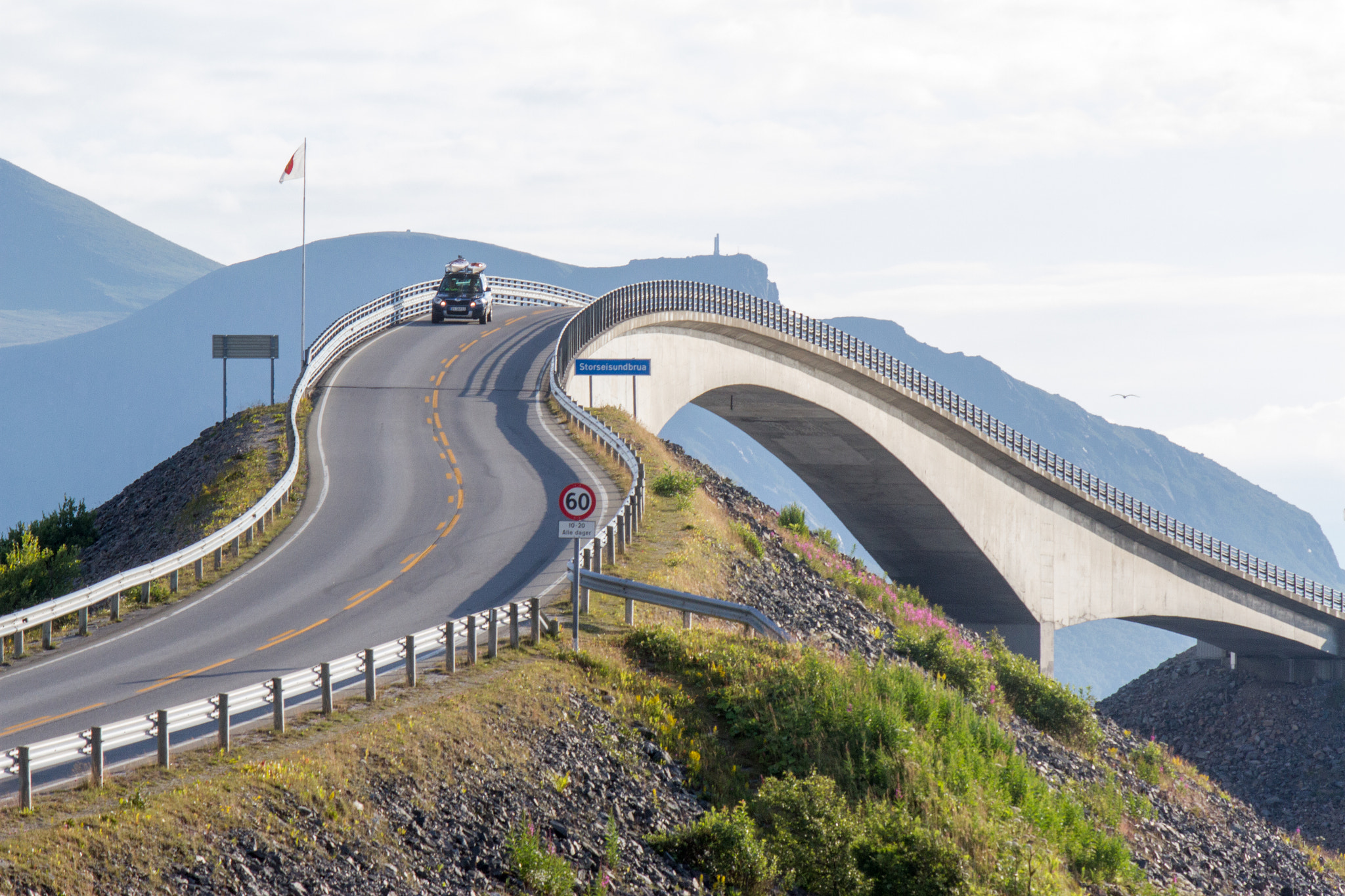
L'accentuata curvatura del ponte. La bandiera in sinistra rappresenta il confine di municipalità
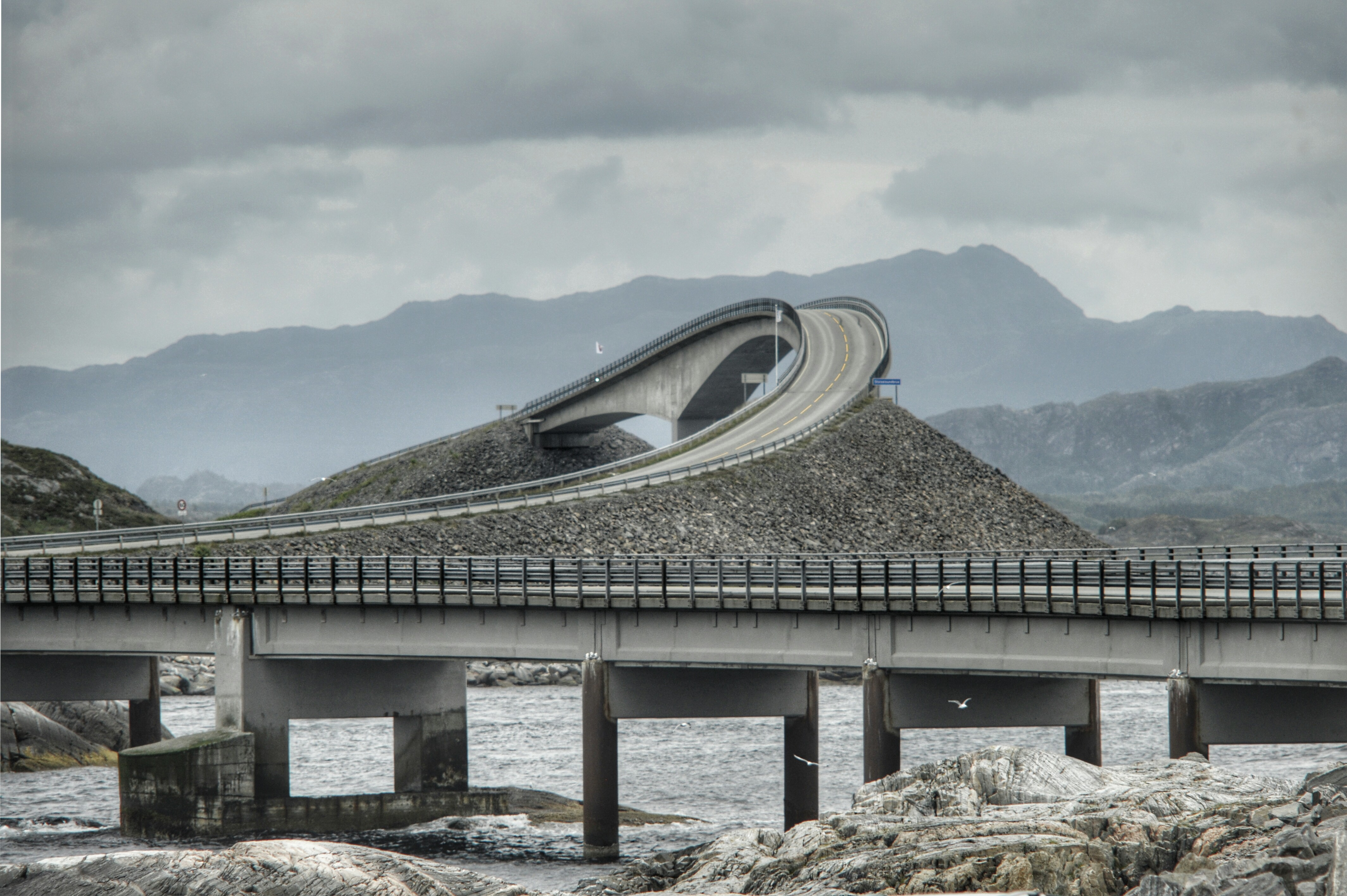
Il ponte in una giornata nuvolosa